# Nils Inge Rosén

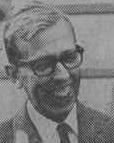
Nils Inge Rosén

Nils Inge Rosén, född 24 oktober 1916 i Kristianstad, död 27 juli 1973 i Stockholm, var en svensk arkitekt. 
Rosén, som var son till fiskeriintendent Nils Rosén och Ingegerd Ihrfelt samt sonson till Måns Rosén, avlade studentexamen i Göteborg 1935 och utexaminerades från Chalmers tekniska högskola 1939. Han bedrev egen arkitektverksamhet tillsammans med arkitekterna Frederik Bjurström och Jon John. Kontoret startades när Rosén och Bjurström vann en arkitekttävling om Akademiska sjukhuset i Uppsala. Han ledde utbildningsnämnden på Svenska Arkitekters Riksförbund några år och initierade skapandet av Institutet för sjukhusplanering. Rosén var chefsarkitekt för 8 nya byggnader på Akademiska sjukhuset i Uppsala. Andra byggnader han varit med och ritat är hyreshus i Linköping, Rågsved och Jakobsberg, Linköpings Elverk, vårdcentral i Mölndal, sjukhus i Venezuela och Liberia samt yrkesskolor i Bangladesh, Pakistan och Liberia.
Nils Inge Rosén var gift med textilkonstnären Gun Rosén, född Karlstrand (född 22 december 1921, död 25 september 2007). De har två barn, Måns Rosén (född 1949) och Peter Rosén (född 1954).